# 日本フラメンコ協会

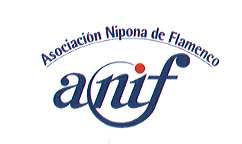
日本フラメンコ協会

一般社団法人日本フラメンコ協会（にいっぱんしゃだんほうじんほんフラメンコきょうかい、スペイン語: ASOCIACION NIPONA DE FLAMENCO、略称:ANIF（アニフ））は、日本のフラメンコの普及・振興のために、邦人フラメンコアーティストや業界関係者が中心になって結成した団体。1990年7月設立、2013年法人化。

## 概要
- 最高顧問： 小松原庸子、岡田昌己（-2022年）、北島峻
- 名誉会長： 小島章司
- 会長：濱田滋郎（音楽評論家 -2021年）、三澤勝弘（2021年-）
- 副会長：小林伴子、エンリケ坂井、曾我辺靖子、EL・POKA岡崎
- 相談役：山田恵子
- 理事長：渡邊薫
- 専務理事：鈴木眞澄、手塚真智子
- 理事：有田圭輔、石井智子、石塚隆充、伊集院史朗、稲田進、今田央、岡本倫子、鍵田真由美、鍛地陽子、片桐勝彦、加部洋、川島桂子、齋藤克己、佐藤浩希、鈴木敬子、鈴木英夫、高橋英子、花岡陽子、堀江朋子、本間牧子、宮内さゆり、森田志保
- 関西理事：市川恵子、東仲一矩
- 九州理事：倉橋富子、田代耕一
- 監事：山田宏敬
- 事務局長：田代淳（-2021年）、瀬戸雅美（2021年-）

2008年現在の会員数: 約650名
2019年現在の会員数：810名

## 事業
日本のフラメンコ芸術の向上発展のため、以下の事業を計画、実行。
- コンクールならびに協会賞の制定
- 国際交流による芸術活動の提携および促進
- 対外的な各種啓蒙活動
- 専門家の利益擁護と福利厚生
- 内外資料の収集保存
- 機関紙および図書の刊行
- 各種イベント、学会、研究会などの開催
- その他、フラメンコの普及振興に必要な事業

代表的な主催公演として、「ANIF日本フラメンコ協会 新人公演 フラメンコルネサンス21」があり、新人アーティストの育成・発掘を目的として、1991年よりほぼ毎年開催。
入会条件特に設けておらず、フラメンコに惹かれ愛する者なら国籍、男女、年齢を問わない。特別正会員になるには、フラメンコを正（生）業とし、協会が定める規定を満たす必要がある。
とします。

## 関連団体
- 公益社団法人日本芸能実演家団体協議会（芸団協）
- 一般社団法人現代舞踊協会